# Macrozamia mountperriensis
Macrozamia mountperriensis là một loài thực vật hạt trần trong họ Zamiaceae. Loài này được F.M.Bailey mô tả khoa học đầu tiên năm 1886.